# اچ‌ام‌اس یارموت (۱۹۱۱)
اچ‌ام‌اس گریت (۱۹۱۱) (به انگلیسی: HMS Yarmouth (1911)) یک کشتی بود که طول آن ۴۵۳ فوت (۱۳۸ متر) بود. این کشتی در سال ۱۹۱۱ ساخته شد.